# Clyde Football Club
O Clyde Football Club é um clube de futebol da Escócia. Embora baseado nos quinze últimos anos na cidade de Cumbernauld, o clube é tradicionalmente associado a região da cidade de Rutherglen em South Lanarkshire.  O clube conquistou a Copa da Escócia três vezes, sendo a última em 1958.